# Mars (reep)

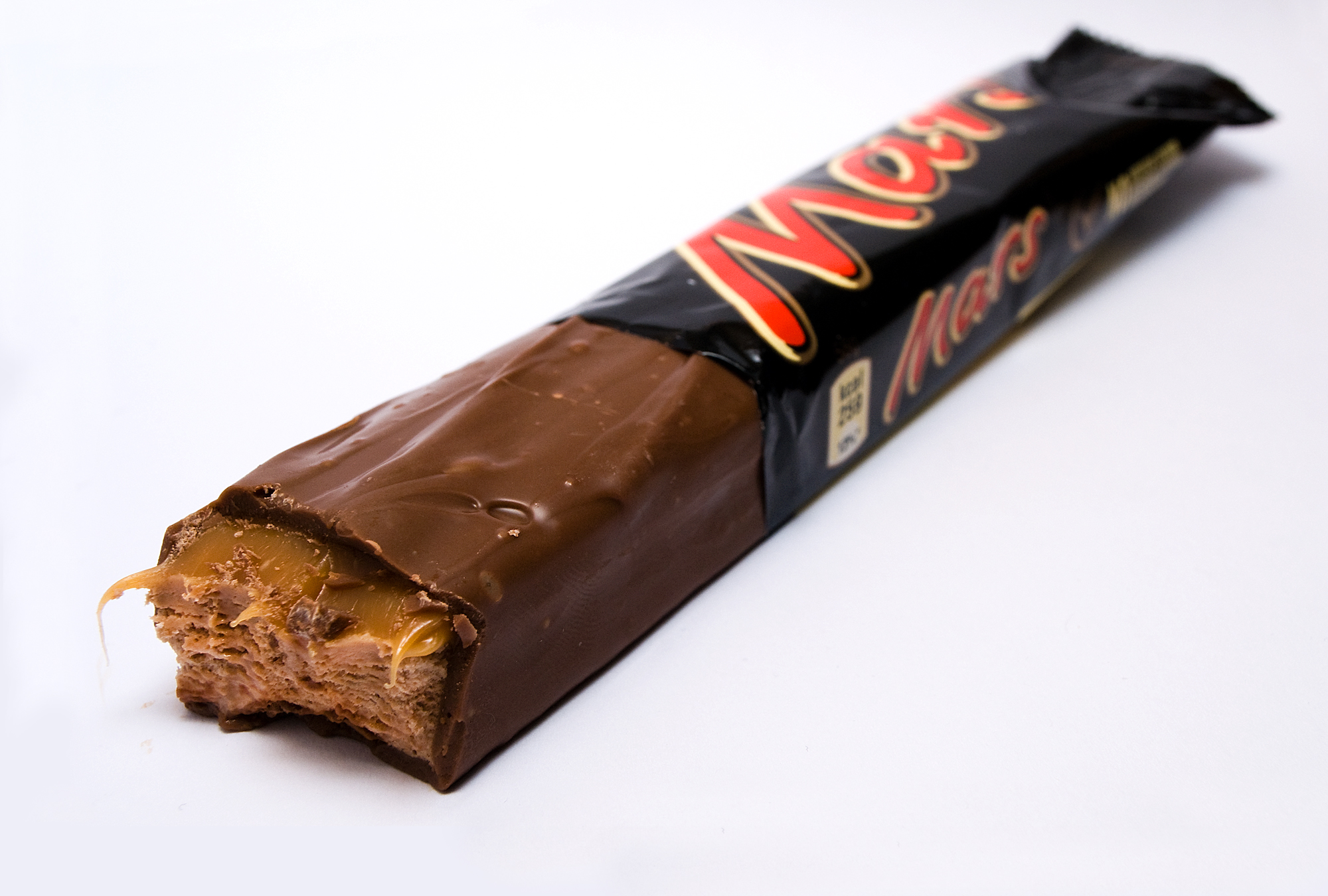
Een aangebroken Marsreep

Een Mars is een van oorsprong Britse chocoladereep die voor het eerst gemaakt werd in 1932. Producent is het Amerikaanse bedrijf Mars Inc. Dit bedrijf maakt ook ander snoepgoed zoals Milky Way en Snickers.
De Marsreep zoals die buiten de Verenigde Staten bekend is, is een negen centimeter lange reep van ca. 51 gram. Hij bevat nougat, bedekt met karamel en omhuld met een laag melkchocolade. De energiewaarde is hoog: de wikkel vermeldt 1021 kilojoule. De verpakking is zwart met het merk in rode letters; jarenlange marketing heeft van dit uiterlijk een sterk en herkenbaar merk gemaakt.
De reep is in de Verenigde Staten als Milky Way bekend, terwijl de reep die in Europa Milky Way heet, in de VS 3 Musketeers gedoopt is. "3 Musketiers" was in Nederland dan weer een gevlochten karamel-chocoladereep. Tot het jaar 2000 kende ook de VS een reep met de naam Mars.
De marketing van het merk is al jarenlang specifiek op jongeren gericht. Reclamecampagnes tonen vaak vermoeide jongeren die uit de Mars hun energie putten. Ook worden soms (extreme) sporten in reclamespotjes getoond. Het idee is dat de hoge energiewaarde van een Mars benut moet worden om actief bezig te zijn.
Mars wordt in Nederland door Mars Incorporated geproduceerd in een fabriek in het Brabantse Veghel.
In Schotland verkoopt men wel gefrituurde Mars, waarbij een Marsreep in een beslaglaagje wordt gefrituurd.

## Varianten en beperkte oplagen
In het Verenigd Koninkrijk en enkele andere landen in Europa, zijn gelimiteerde oplagen van Marsrepen verkocht. Een voorbeeld hiervan is de Mars Midnight, die een iets andere karamelvulling heeft en is overtrokken met pure chocolade in plaats van melkchocolade. Mars is ook verkrijgbaar in een vloeibare variant, Mars refuel genoemd.
Andere voorbeelden van afgeleiden zijn:
- Mars Almond
- Mars Delight
- Mars Ice-Cream
- Mars Planets